# Автоной
Автоно́й — у грецькій міфології:
1. Автоной — батько Анфа, Схойнея, Аканфа, Аканфілліди й Еродія. Його син Еродій був табунником. Одного разу його кобилиці розшматували іншого сина Автоноя — Анфа. Автоной не прийшов на допомогу Анфу, а його дружина Гіпподамія не змогла дати раду з кобилицями і теж загинула. Зевс разом з Аполлоном проявили милість через жаль, перетворили всю сім'ю Автоноя на птахів, його ж самого у бугая.
2. Автоной — дельфійський герой, якому належала священна ділянка біля Кастальського ключа (джерела).